# Ivar Ragnarsson
Ivar Ragnarsson, znany jako Ivar bez Kości (Ivar inn beinlausi) (ur. ok. 794, zm. 872) – syn Ragnara Lodbroka, wódz wikiński.
Często jest utożsamiany z królem Dublinu o imieniu Imair, który działał w Irlandii na początku lat sześćdziesiątych IX wieku.
W 865 wraz z braćmi Halfdanem Ragnarssonem i Ubbe Ragnarssonem poprowadził Wielką Armię Pogan do inwazji na Wschodnią Anglię. Ze strony Wschodnich Anglów bardzo szybko osiągnięto ustępstwa. W następnym roku Ivar poprowadził swoje wojska na północ i z łatwością podbił York (zwany przez Duńczyków Jorvikiem) – posiadłość Northumbryjczyków, którzy w tym czasie byli zaangażowani w wojnę domową. Ivar jest także kojarzony z zabójstwem św. Edmunda ze Wschodniej Anglii w 869. W roku 870 zdobył razem z wikińskim wodzem Olafem stolicę Królestwa Strathclyde. Gdy zmarł, irlandzkie kroniki określały go jako „króla ludzi Północy z całej Irlandii i Brytanii”.
Nie ma zgody co do znaczenia jego przydomka „bez Kości”. Niektórzy utrzymują, że jest to eufemiczne określenie impotencji lub metafora związana z wężem. Część źródeł skandynawskich rozważa możliwość, że cierpiał na schorzenie podobne do wrodzonej łamliwości kości lub zespołu Ehlersa-Danlosa.

## W kulturze

### Gry wideo
- Seria Crusader Kings – jednym z grywalnych władców jest Ivar 'the Boneless' Ivaring, przedstawiony jako jarl Królestwa Mann i Wysp[4].
- Assassin's Creed Valhalla – Ivar jest tu jednym z bossów oraz powracającą postacią[5][6].

### Filmy
- Alfred Wielki z 1969 – Ivara w tej niewielkiej roli zagrał Julian Chagrin[7].
- Hammer of the Gods (Młot bogów) z 2013 – w Ivara wcielił się Ivan Kaye[8].

### Seriale
W serialu Wikingowie w rolę Ivara najpierw wcielił się James Quinn Markey, a potem Alex Høgh Andersen.